# John i Mary
John i Mary – amerykański melodramat z 1969 roku na podstawie powieści Mervyna Jonesa.

## Główne role
- Dustin Hoffman – John
- Mia Farrow – Mary
- Michael Tolan – James
- Sunny Griffin – Ruth
- Stanley Beck – Stanley
- Tyne Daly – Hilary
- Alix Elias – Jane
- Julie Garfield – Fran
- Marvin Lichterman – Dean
- Marian Mercer – Mags Elliot
- Susan Taylor – Minnie

## Fabuła
John jest projektantem. W pewien piątkowy wieczór idzie do baru i tam poznaje Mary. Spędzają ze sobą noc, ale nie chcą kontynuować tej znajomości. Podczas śniadania zaczynają się poznawać. Kiedy pojawia się była dziewczyna Johna i słyszy ich rozmowę, Mary ucieka. John, mimo tej krótkiej znajomości, rusza jej szukać.

## Nagrody i nominacje (wybrane)
Złote Globy 1969
- Najlepszy aktor w komedii/musicalu – Dustin Hoffman (nominacja)
- Najlepsza aktorka w komedii/musicalu – Mia Farrow (nominacja)
- Najlepszy scenariusz – John Mortimer (nominacja)

Nagroda BAFTA 1970
- Najlepszy aktor – Dustin Hoffman
- Najlepsza aktorka – Mia Farrow (nominacja)